# Szennik György
Szennik György (Budapest, 1923. január 31. - Budapest, 2007. október 14.) magyar festő, grafikus, litográfus.

## Élete

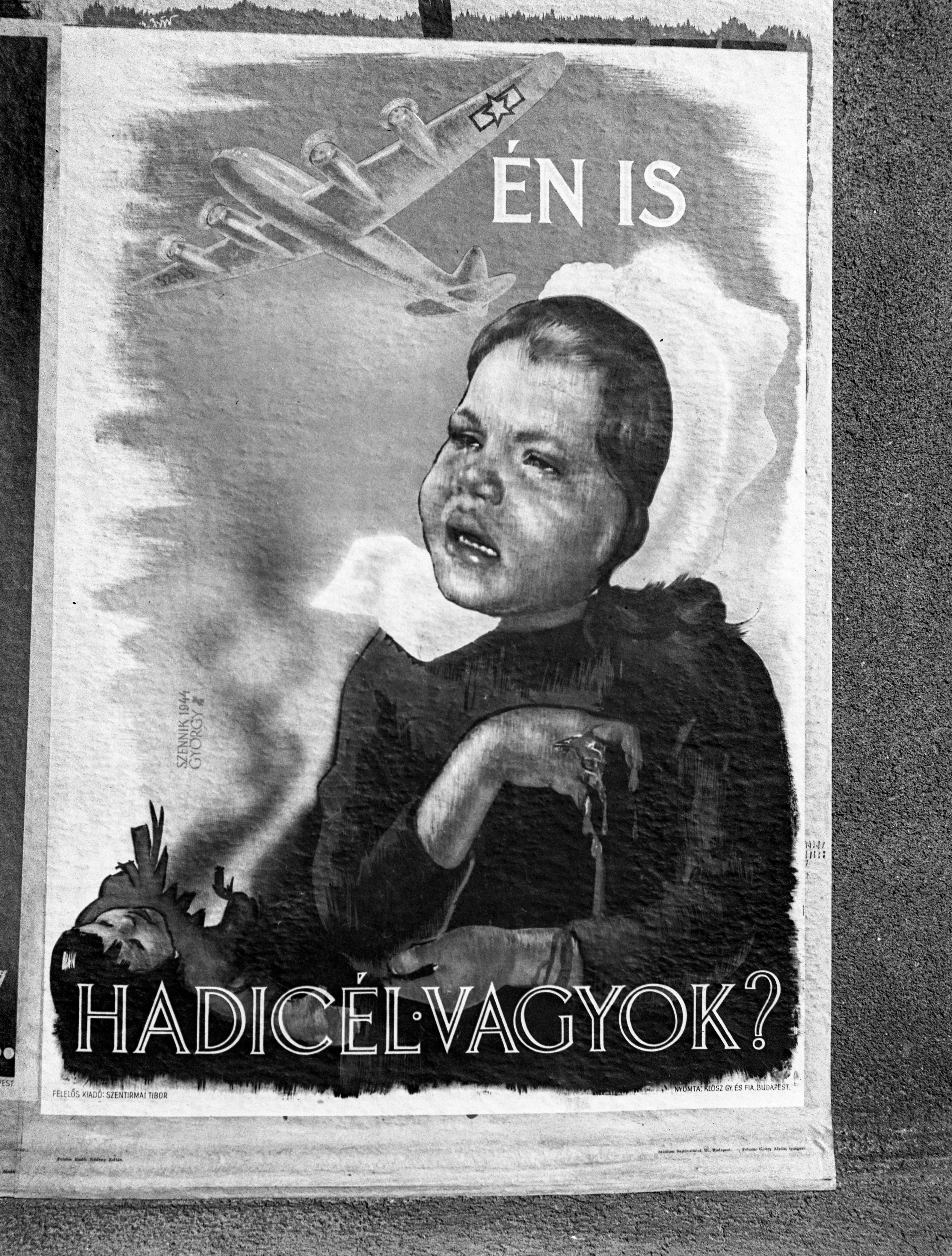
Egyik legismertebb háborúellenes plakátja a Fortepan fényképgyűjteményben (Fortepan 72718)

Alig volt 16 éves, amikor festeni kezdett Aba-Novák Vilmos tanítványaként. Később a Magyar Iparművészeti Főiskola grafikai osztályának hallgatója lett, mesterei Haranghy Jenő, Domanovszky Endre és Sárkány Lóránd voltak. 1943-ban a római Collegium Hungaricumban is folytatott tanulmányokat, Horthy-ösztöndíjjal.
Bár nem politizált, de miután 1944 tavaszán hazajött, idehaza több antibolsevista és háborúellenes plakát elkészítését is magára vállalta. Ezek közül talán a legismertebbé az Én is hadicél vagyok? című propagandaplakát vált, mely egy, az amerikai repülőkből állítólagosan ledobott robbanó babától megsérült kislányt ábrázolt, és amelynek modellje egyébként (az apa tudta és beleegyezése nélkül) Páger Antal színész kislánya volt E propagandakiadványok miatt a háború után 15 év szabadságvesztésre ítélték. Börtönbüntetéséből 7 évet töltött le. 1957-58-ban Ford-ösztöndíjjal a bécsi Akademie die Bildende Künste mesteriskolájában tanult, Martin Pressernél, illetve Oskar Kokoschka szabadiskoláját is látogatta Salzburgban. Legkedveltebb műfaja a rézkarc, bélyegtervezőként is foglalkoztatott alkotó volt. 1990-ben rehabilitálták.

## Jelentősebb kiállításai

### Egyéni kiállítások
- 1958 • International Lyons Club, Bécs
- 1964 • Frankel Leó Művelődési Ház, Budapest
- 1985 • Gotland. Roma Coster, Svédország
- 1990 • József Attila Művelődési Otthon, Dunakeszi
- 1991-92 • Thermál Szálló, Margitsziget [Barcsay Kálmánnal]

## Közgyűjtemények, ahol megtalálhatók a művei
- British Museum, Londonű
- Louvre, Párizs
- Institut Ford, New York
- Magyar Nemzeti Galéria, Budapest
- Nobel Intézet, Oslo, Stockholm
- Zsidó Múzeum, Budapest
- Több falképe megtalálható a vatikáni Magyar kápolnában is.

## Emlékezete
- Csepelen emlékszoba nyílt tiszteletére.
- Alakja megjelenik Kondor Vilmos magyar író Budapest romokban című bűnügyi regényében, a történet szerint a harcok elcsitulása után kis híján meglincselték Pesten, az EMKE közelében, az Én is hadicél vagyok? plakátjáért.